# Altshausen
Altshausen est une commune de Bade-Wurtemberg (Allemagne), située dans l'arrondissement de Ravensbourg, dans la région Bodensee-Oberschwaben, dans le district de Tübingen, située à 40 kilomètres au nord du lac de Constance.
Altshausen a été le siège d'une circonscription territoriale de l'ordre Teutonique, le bailliage teutonique de Souabe, Alsace et Bourgogne. Le château du bailli, construit pendant la guerre de Trente Ans, a été aménagé dans le goût baroque au XVIIIe siècle. Jusqu'à la Révolution française, le bailliage a compris des commanderies en Alsace, comme Strasbourg, Andlau, Kaysersberg, Rouffach, et Rixheim. Les autres commanderies se trouvaient en Suisse et en Allemagne du Sud (Fribourg-en-Brisgau, Beuggen, Mainau). Les possessions de l'ordre sont sécularisées en 1806.
Altshausen est jumelée avec Bicske (Hongrie) et Sausset-les-Pins (France).

## Personnalités liées à la commune
- En 1013, Herman de Reichenau († 1054), surnommé Hermann le Contrefait, l'un des plus grands savants du XIe siècle, est né dans le château. Il est enterré dans l'église locale.
- Elle est le berceau de la famille ducale puis royale de Wurtemberg.
- Gustav Mesmer (en) (1903–1994), inventeur d'une « bicyclette volante » à énergie humaine, y est né.
- 1945 : Oskar Paul Dirlewanger, SS-Oberführer, chef de la brigade Dirlewanger, y a été exécuté.